# Балротери

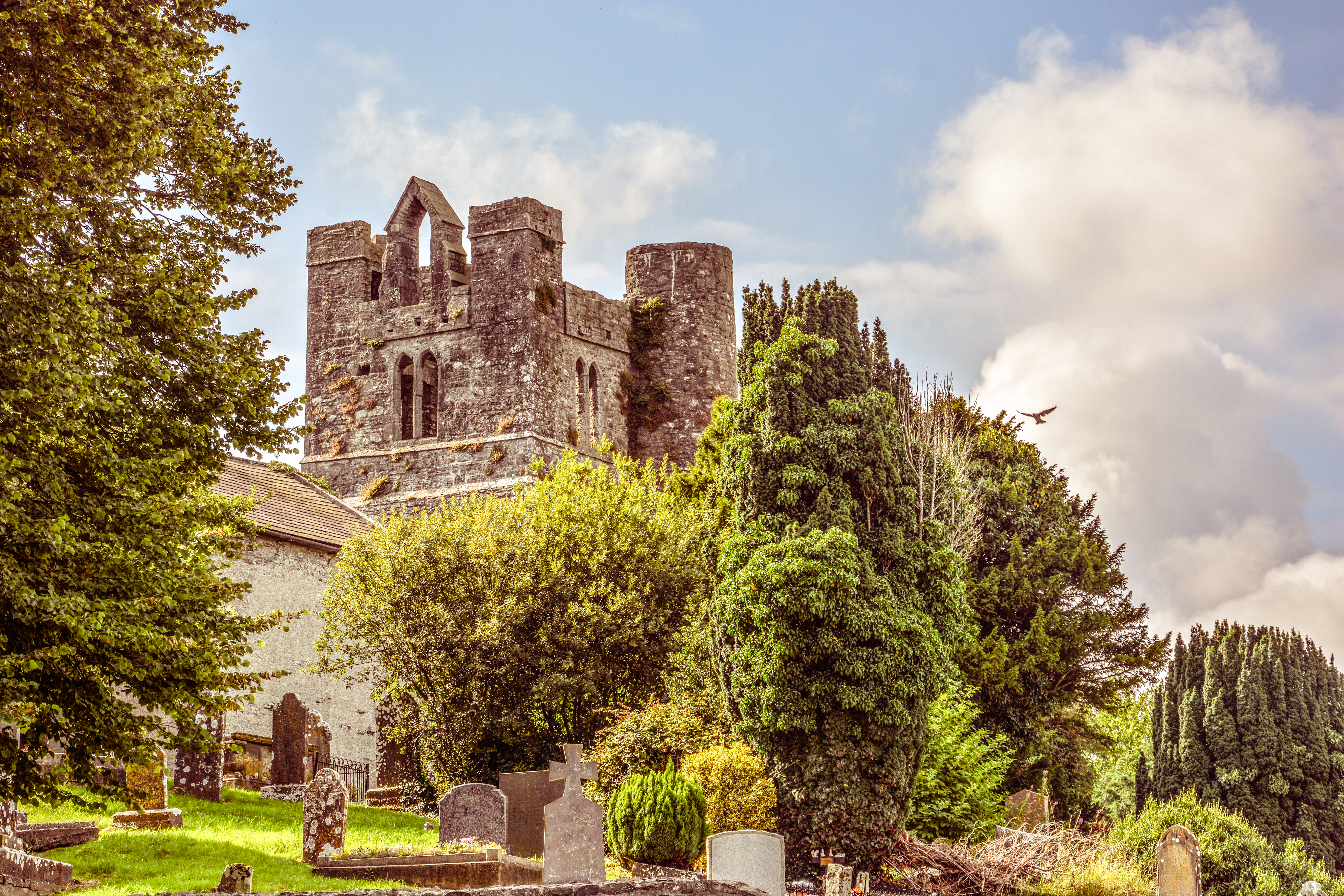
Балротери-Тауэр

Балротери (англ. Balrothery; ирл. Baile an Ridire) — пригород в Ирландии, находится в графстве Фингал (провинция Ленстер).

## Расположение
Балротери расположена в двух километрах к югу от города Балбригган по старой автомобильной дороге N1 Белфаст-Дублин.

## Промышленность и бизнес
- The Balrothery Inn — местная водонапорная башня, введённая в строй братьями Маккомак.
- Leinster Dental Архивная копия от 31 января 2022 на Wayback Machine — производитель хирургических инструментов для стоматологии.
- Bridge Turf Lawns Архивная копия от 29 декабря 2019 на Wayback Machine — поставщик дёрна для газонов, спортивных и детских площадок.